# Zoja Odak
Zoja Odak (Split, 17. listopada 1947. – Split, 23. kolovoza 2020.) bila je hrvatska kazališna, televizijska i filmska glumica.

## Životopis
Zoja Odak je u rodnome Splitu završila osnovno i srednje obrazovanje. Teatrologiju i književnost diplomirala je u Sarajevu, a prve dramske uloge, kao i brojna druga poznata glumačka imena, ostvaruje u kazalištu "Titovi mornari" (današnje Gradsko kazalište mladih) u Splitu. Kao talentiranu mladu glumicu HNK Split je angažira 1972, a njen brz glumački uspon započinje s obnovom kazališne zgrade 1979. godine. Vrijeme pune afirmacije dolazi 1980-ih i 1990-ih kada Zoja Odak ostvaruje niz antologijskih uloga. To je ujedno i razdoblje prvih značajnijih nagrada. Tako je, za ulogu Truse u Bljesku zlatnog zuba Mate Matišića (1987.) u režiji Marina Carića, Zoja Odak nagrađena Majskom nagradom Društva dramskih umjetnika Hrvatske. Slijedi potom jedna od najznačajnijih, uloga Klitemnestre u Euripidovoj Elektri (1988.), u režiji Paola Magellija. Za tu je ulogu nagrađena Zlatnim lovorovim vijencem na Sarajevskom MES-u, a ista uloga donosi joj i prestižnu hrvatsku nagradu "Dubravko Dujšin", nakon koje i publika i kritika Zoju Odak svrstavaju u sam vrh hrvatskoga glumišta.
U nepreglednoj nisci kreacija iz tog razdoblja ističu se i ona Laure u Dundu Maroju Marina Držića (1985., režija Marin Carić); Dol Common u Alkemičaru Bena Jonsona (1987., režija Želimir Mesarić); Uršule u Ribarskim svađama Carla Goldonija (1991., režija Vanča Kljaković). Vanča Kljaković režira i Šjoru Filu Eduarda de Filippa (1992.), u kojoj Zoja Odak igra naslovnu ulogu Filomene Luštrine i s njome gostuje na Međunarodnom festivalu o Eduardu de Filippu. Slijedi potom nagrada Marul na Marulićevim danima (1994.) za ulogu Melite u Ledi Miroslava Krleže i režiji Želimira Oreškovića.
Kao dramska glumica kojoj je blizak klasičan repertoar Zoja Odak ostvarila je niz vrlo zapaženih kreacija poput uloge Elmire u Molièreovu Tartuffeu (1996.) u režiji Eduarda Milera, Katerine Kohlakove u Braći Karamazovima F. M. Dostojevskoga (1998.) u režiji Ozrena Prohića; ili npr. Irine N. Arkadine u Čehovljevom Galebu (1998.), režija Georgij Paro, za koju na 44. Splitskom ljetu po prvi put dobiva nagradu "Judita" za najbolje glumačko ostvarenje. Pet godina kasnije, na 49. Splitskom ljetu za naslovnu ulogu u predstavi Antigona, kraljica u Tebi žiri nagrade Judita još jednom je Zoji Odak dodijelio tu prestižnu nagradu. Svog drugog Marula Zoja Odak dobiva 2002. na 12. Marulićevim danima za ulogu Laure Lenbach u Krležinoj drami U agoniji.
Od brojnih uloga koje je u HNK Split i na Splitskom ljetu Zoja Odak tumačila samo posljednjih dvadesetak godina vrijedi istaknuti: Buzdo (1998.), M. Duras Vera Baxter (1999.), M. Matišić Svećenikova djeca (1999.), B. M. Koltes Povratak u pustinju (2000.), Sofoklo Antigona (2000.), J. Pavičić Trovačica (2001.), M. Krleža U agoniji (2001.), V. Stulli Kate Kapuralica (2002.), Euripid Alkestida (2003.), T. P. Marović Antigona, kraljica u Tebi (2004.), I. Zovko Francuzica (2005.), A. Dorfman/T. Kushner Udovice (2006.), E. Ionesco Ćelava pjevačica (2007.), Držić Skup (2008.), Euripid Bakhe (2008.), Prije sna Lade Kaštelan (2009.), Smij i suze starega Splita Ivana Kovačića (2010.), Sirkku Peltola Konj (2010.), Euripid Hekuba  - glavna uloga (2011.), Olja Savičević Ivančević Adio kauboju (2012.), Milan Begović Amerikanska jahta u splitskoj luci (2013.), Joel Pommerat To dijete (2013.), Bertolt Brecht Majka Courage i njezina djeca – glavna uloga (2013.). Posljednji se put na sceni HNK Split pojavila u ulozi Rebecce Nurse u Kušnji Arthura Millera u režiji Nenni Delmestre.
U travnju 2003. Ministarstvo kulture RH dodijelilo je Zoji Odak status nacionalne prvakinje. Uz prvenstvenu posvećenost kazalištu Zoja Odak ostvarila je i zapaženu televizijsku i filmsku karijeru. U jednoj od najgledanijih TV serija Kreše Golika Inspektor Vinko igrala je ulogu Blanke. U filmu Krste Papića Priča iz Hrvatske (1992.) Zoja Odak igra ulogu Marije i za nju dobiva Zlatnu arenu. Naslovnom ulogom u sarajevskom filmu Ada Milutina Kosovca i na Međunarodnom filmskom festivalu u Bergamu Zoja Odak osvaja posebnu nagradu žirija.

## Filmografija

### Televizijske uloge
- "Kapetan Mikula Mali" kao učiteljica (1976.)
- "Velo misto" kao Meštrova žena (1981.)
- "Inspektor Vinko" kao Blanka Marinić (1984. – 1985.)
- "Dosije" (1986.)
- "Ptice nebeske" kao Domenika (1989.)
- "Tuđinac" kao Rodica (1990.)

### Filmske uloge
- "Čovik i arhitektura" (1977.)
- "Ada" kao Ada (1985.)
- "Samoubica" (1985.)
- "Posjet" (1986.)
- "Trideset konja" (1988.)
- "Adagio" kao Zora (1989.)
- "Priča iz Hrvatske" kao Lukina žena (1991.)
- "Agonija" kao Madeleina Petrovna (1998.)
- "Garcia" (1999.)
- "Da mi je biti morski pas" kao Domenikova žena (glas) (1999.)

## Vanjske poveznice
- Zoja Odak u internetskoj bazi filmova IMDb-u (engl.)
- Stranica na HNK Split.hr